# Abdulla Aripov
Abdulla Nigmatovich Aripov (cirílico: Абдулла Нигматович Арипов; Tashkent, 24 de maio de 1961) é um político uzbeque, atual Primeiro-Ministro do Uzbequistão, desde 14 de dezembro de 2016. Aripov é membro do Partido Liberal Democrata do Usbequistão. Ele foi vice-primeiro-ministro de 2002 a 2012 e em 2016.